# Голланд-парк (станція метро)
51°30′26″ пн. ш. 0°12′20″ зх. д. / 51.507222222222° пн. ш. 0.20555555555556° зх. д.
Голланд-парк (англ. Holland Park) — станція Центральної лінії Лондонського метрополітену. Станція знаходиться у Голланд-парк, Кенсінгтон і Челсі, Лондон, у 2-й тарифній зоні, між метростанціями — Ноттінг-гілл-гейт та Шепгердс-Буш. В 2018 році пасажирообіг станції — 3.48 млн пасажирів

## Історія
- 30 липня 1900: відкриття станції

## Пересадки
На автобуси London Buses маршрутів: 31, 94, 148, 228 та N207

## Послуги
| Попередня станція | Лінія | Лінія                             | Лінія | Наступна станція |
| ----------------- | ----- | --------------------------------- | ----- | ---------------- |
| Ноттінг-гілл-гейт |       | Лондонське метро Центральна лінія |       | Шепгердс-Буш     |